# 고성 남씨
고성 남씨(固城南氏)는 경상남도 고성군을 본관으로 하는 한국의 성씨이다.

## 역사
당나라 봉양부(鳳陽府) 여남(汝南) 사람인 김충(金忠)이 755년(경덕왕 14)에 안렴사(按廉使)로 일본에 다녀오다가 풍랑을 만나 신라(新羅)에 표착(漂着)하면서 경덕왕(景德王)으로부터 남씨(南氏)를 사성(賜姓)받고 영양현(英陽縣)을 식읍으로 받은 후 민(敏)으로 개명(改名)하였다고 한다. 남민의 7대손 남진용(南鎭勇)의 세 아들 중 셋째 아들 남광보(南匡甫)가 고성 남씨(固城南氏)의 시조(始祖)가 되었다.
고성 남씨는 조선시대 문과 급제자 12명을 배출하였다.

## 본관
고성(固城)은 경상남도 고성군의 지명이다. 변한의 고자미동국(古資彌凍國) 또는 고사포국(古史浦國)이었다. 737년(신라 효성왕 1)에 신라에 흡수되어 고자군(古自郡)으로 불리다가, 757년(경덕왕 16)에 고성군(固城郡)으로 바뀌었다. 995년(고려 성종 14)에는 고주(固州)로 확장되었고 후에 철성부(鐵城府)로 승격되었다가, 1018년(현종 9) 고성현으로 강등되었다. 1266년(세조 3) 지주사(知州事)로 승격되었으며, 공민왕 때 현령을 파견한 후 지속되었다. 《세종실록지리지》에 경상도 진주목 고성현의 토성으로 이(李)·채(蔡)·박(朴)·김(金)·남(南) 5성이 기록되어 있다. 1896년 경상남도 고성군이 되었다.

## 인물
- 혜문(惠文, ? ~ 1234년) : 고려의 승려. 자는 빈빈(彬彬), 호는 월송화상(月松和尙). 선종인 가지산문에 출가하였다. 30세가 넘어 승과에 급제하였고, 대선사에 이르렀다.
- 남금(南琴) : 1382년(고려 우왕 8년) 문과에 급제하고, 1399년(정종 1) 고성(固城)의 아전으로서 풍해도(豐海道) 경력(經歷)의 직임을 받았다.[3]  1414년 철원부사(鐵原府使), 1418년 병조참의(兵曹參議)·이조참의를 거쳐 강원도관찰사를 역임하고, 1420년(세종 2년) 판광주목사(判廣州牧事)가 되었다.
- 남수문(南秀文, 1408년 ~ 1442년) : 남금의 아들. 1426년(세종 8)에 정시 문과에 병과로 급제하고, 1436년 중시 문과에 장원 급제하여 1442년 집현전직제학이 되었다.
- 남세주(南世周, 1445년 ~ 1504년) : 남금의 손자. 1487년(성종 18) 별시 문과에 을과로 급제하고, 1491년 정언, 1495년 지평, 1497년 부응교를 지내다가 1504년 갑자사화에 연루되어 처형되었다.
- 남주(南趎) : 진사로 1514년(중종 9) 별시 문과에 병과로 급제하여 성균관학유가 되었으나 전라도 곡성에 살 때 현감의 과실을 관찰사에 고발한 것이 부민고소죄(部民告訴罪)에 해당되어 1516년 삭직되었다. 그 뒤 성균관전적(典籍)을 거쳐 사가독서(賜暇讀書)하였으며, 1519년 기묘사화 때 조광조 일파로 몰려 남곤(南袞)에 의해 추방되었고, 1522년 전라도 동복현감 재직 중 불화로 해임되었다. 남곤을 비꼬은 「촉영부(燭影賦」라는 시(詩)를 남겼다.
- 남철(南徹, 1936년 ~ ) : 충남대학교 명예교수
- 남정식(南正植, 1940년 ~ ) : 前 롯데햄·롯데우유 대표이사 부사장
- 남종현(南宗鉉, 1943년 ~ ) : 고려대학교 경제학과 명예교수
- 남충현(南忠鉉, 1947년 ~ ) : 前 인천지방변호사협회 회장
- 남승욱(南承旭, 1947년 ~ ) : 광고대행사 베컴 부회장
- 남천현(南天鉉, 1955년~) : 前 우석대학교 총장

## 조선왕실과의 인척 관계
- 덕흥군(중종의 서자) 사위 남충원(南忠元)

## 문화재
- 영동 화수루
- 봉소루

## 같이 보기
- 영양 남씨
- 의령 남씨